# Dzięcioł jasnoczuby
Dzięcioł jasnoczuby (Celeus lugubris) – gatunek średniej wielkości ptaka z rodziny dzięciołowatych (Picidae). Występuje w środkowej i południowo-środkowej Ameryce Południowej. Odróżnia się od dzięcioła żółtawego nieco jaśniejszym ubarwieniem. Nie jest zagrożony.

## Systematyka
Gatunek po raz pierwszy zgodnie z zasadami nazewnictwa binominalnego opisał Alfred Malherbe, nadając mu nazwę Celeopicus lugubris. Opis ukazał się w 1851 roku w Bulletin de la Société d'histoire naturelle du Département de la Moselle. Obecnie gatunek umieszczany jest w rodzaju Celeus. Międzynarodowy Komitet Ornitologiczny (IOC) wyróżnia dwa podgatunki:
- C. l. lugubris (Malherbe, 1851)
- C. l. kerri Hargitt, 1891.

W 1963 roku argentyński ornitolog pochodzenia szwedzkiego, Claes Christian Olrog, opisał trzeci podgatunek – C. l. castaneus, obejmujący populację z północno-wschodniej Boliwii (departament Beni). W 2008 roku R. Fraga i E.C. Dickinson przemianowali go na C. l. olrogi, gdyż nazwa C. castaneus została zajęta przez dzięcioła jasnogłowego po przeniesieniu go do rodzaju Celeus. Podgatunek ten jednak nie jest akceptowany przez część autorytetów, wymieniany jest za to na Clements Checklist of Birds of the World (sierpień 2021) oraz na liście ptaków świata opracowywanej we współpracy BirdLife International z autorami Handbook of the Birds of the World (6. wersja online: grudzień 2021).
Dzięcioł jasnoczuby był dawniej uznawany za jeden gatunek z dzięciołem żółtawym (C. flavescens).

### Etymologia
- Celeus: gr. κελεος keleos – „zielony dzięcioł”[13]
- lugubris: łac. lugubris – „żałobny”[14].

## Morfologia
Średniej wielkości dzięcioł o stosunkowo długim, lekko zakrzywionym i zakończonym dłutowato dziobie o barwie od szarej do rogowej, dolna szczęka jaśniejsza. Tęczówki w kolorze od ciemnoczerwonego do czerwonobrązowego, wokół oka naga, niebieskoszara skóra. Nogi silne szare. Pióra głowy tworzą charakterystyczny szpiczasty poziomy czub. Głowa w kolorze od jasnobrązowego do płowożółtego, czasami z lekkimi odcieniami cynamonu. Samce mają karmazynowe wąsy i policzki, samice w pasie policzkowym mają ciemnobrązowe przebarwienia piór. Podbródek, gardło i szyja w tym samym kolorze co cała głowa. Górna część ciała, górne pokrywy skrzydeł i grzbiet rdzawo-czarne. Lotki brązowe w dolnej części z rdzawymi poprzecznymi paskami, a w górnej części szarobrązowe z białymi paskami. Ogon czarnobrązowy, a w części przy zadzie płowo-żółty. Młode osobniki przypominają dorosłe, wyróżniają się ciemnymi przebarwieniami na głowie i mniej regularnym prążkowaniem skrzydeł. C. l. kerri różni się od podgatunku nominatywnego nieco większym rozmiarem i ciemniejszym ubarwieniem. Długość ciała około 23–24 cm; masa ciała 115–130 g (podgatunek nominatywny), 112–157 g (C. l. kerri).

## Zasięg występowania
Dzięcioł jasnoczuby występuje w środkowej i południowo-środkowej części Ameryki Południowej. Zasiedla obszary do poziomu morza do wysokości 800 m n.p.m. Poszczególne podgatunki występują w:
- C. l. lugubris – środkowej i wschodniej Boliwii i zachodnio-środkowej Brazylii (zachodnia część stanu Mato Grosso),
- C. l. kerri – Paragwaju i zachodnio-środkowej Brazylii (południowa część stanu Mato Grosso) po północno-wschodnią Argentynę (prowincja Corrientes i wschodnia Formosa).

Jest gatunkiem osiadłym.

## Ekologia
Jego głównym habitatem są półsuche i suche lasy i zadrzewienia obszarów Cerrado, Gran Chaco, spotykany również na obszarach, gdzie występują palmy. Odżywia się głównie mrówkami z rodzajów Camponotus, Crematogaster, Dolichoderus.

### Rozmnażanie
Sezon lęgowy ma miejsce w okresie wrzesień–listopad, później w południowej części zasięgu występowania. Gniazda buduje w dziuplach drzew, często w nadrzewnym gnieździe mrówek lub termitów, na wysokości od 4 do 10 m nad ziemią. Brak szczegółowych informacji o rozmnażaniu tego gatunku.

## Status
W Czerwonej księdze gatunków zagrożonych IUCN dzięcioł jasnoczuby klasyfikowany jest jako gatunek najmniejszej troski (LC, Least Concern). Liczebność populacji nie została oszacowana, ale ptak ten jest opisywany jako rzadki. Zasięg jego występowania według szacunków organizacji BirdLife International obejmuje około 1,25 mln km². Trend liczebności populacji uznawany jest za spadkowy ze względu na utratę siedlisk.